# William Bayly
William Bayly (* 1737; † 1810) war ein britischer Astronom.
Bayle begleitete James Cook auf seiner zweiten Reise in den Süden auf der HMS Adventure und bestimmte zusammen mit William Wales mit Hilfe Chronometers K1 von Larcum Kendall die geografische Länge des Queen Charlotte Sound. Auf der dritten Expedition von Cook diente Bayle auf der Discovery. Nach ihm ist Bayly Island benannt, eine Insel im Südatlantik.

## Schriften
- The original astronomical observations made in the course of a voyage to the Northern Pacific Ocean, for the discovery of a North East or North West passage wherein the north west coast of America and north east coast of Asia were explored in His Majesty's ships the Resolution and Discovery, in the years MDCCLXXVI, MDCCLXXVII, MDCCLXXVIII, MDCCLXXIX, and MDCCLXXX. London : Printed by William Richardson and sold by P. Elmsly, ca. 370 Seiten, 1782.
- Testament vom 18. Dezember 1810. Transkribiert von Cliff Thornton, 2005. (online)